# Дрозофила фруктовая
Дрозофи́ла фруктовая, дрозофи́ла малая, или дрозофи́ла обыкновенная (Drosophila melanogaster) — двукрылое насекомое, вид плодовой мухи из рода дрозофил, наиболее часто использующийся в генетических экспериментах (во второй половине XX века дрозофила стала одним из основных модельных организмов также для биологии развития). В современной биологической литературе часто упоминается как просто «дрозофила» или «плодовая мушка».

## Внешнее строение, окраска
Дрозофилы имеют красные глаза и жёлто-коричневую окраску с черными кольцами поперёк брюшка. Ярко выражен половой диморфизм: длина тела самки около 2,5 мм, самцы же заметно меньше, задняя часть их тела темнее. Для новичка, пытающегося определить  пол мухи с применением бинокуляра или лупы, возможно, наиболее ярким отличительным признаком может служить сплошь черный кончик брюшка самца, а также группа заостренных щетинок, окружающих анус и гениталии самца.

## Жизненный цикл
Длительность онтогенеза дрозофилы (время развития от откладки яйца до выхода имаго из куколки) при 25 °C — около 10 дней, при 18 °C — примерно в два раза больше. Самка откладывает в загнивающий фрукт или другой органический материал яйца длиной около 0,5 мм каждое (за всю свою жизнь — около 400 штук). Личинки вылупляются через 24 часа. Вылупившиеся личинки растут на протяжении 5 дней, дважды линяя за это время: через 24 и 48 часов после вылупления. В течение этого времени они питаются микроорганизмами, разлагающими фрукт, а также веществами самого фрукта. Наконец, личинка окружается пупарием и превращается в куколку. Стадия куколки длится около пяти суток. Под покровами куколки происходит метаморфоз, в результате которого развиваются органы имаго.
Первое спаривание у самки происходит не ранее чем через 12 часов после выхода из куколки. Самки сохраняют сперму от самцов, с которыми они спариваются, для позднего использования. Именно по этой причине генетики должны отобрать муху женского пола до её первого спаривания (то есть девственную самку) и убедиться, что она спаривается только с конкретным самцом, выбранным для эксперимента. Оплодотворённая самка может быть «возвращена в девственницы» путём длительной инкубации при температуре 10°C, так как такая температура приводит к смерти сперматозоидов.

## Геном дрозофилы
Геном Drosophila melanogaster содержит 4 пары хромосом: пара X/Y и три аутосомы, маркируемых как 2, 3 и 4. Четвёртая хромосома мелкая, точковидная; X (или первая), 2 и 3-я хромосомы — метацентрические. Геном состоит примерно из 132 миллионов пар оснований и содержит приблизительно 13 767 генов. В настоящее время геном секвенирован и аннотирован.
Кариотип: 8 хромосом (2n)
Геном: 0,18 (0,12-0,21) пг (C value)

## Развитие и эмбриогенез

### Определение пола
Дрозофилам свойственно XY-определение пола. В отличие от человека, у дрозофил пол определяется не наличием Y-хромосомы, а отношением числа Х-хромосом к числу гаплоидных наборов аутосом. При отношении, равном 1, особь развивается в самку, а при равном 1/2 — в самца. При нарушениях образуются бесплодные особи: так называемые интерсексы (если данное отношение лежит между 1/2 и 1), суперсамцы (отношение меньше 1/2) и суперсамки (отношение больше 1). Наличие Y-хромосомы никак не влияет на пол, но самцы без неё стерильны, так как в ней находятся гены, ответственные за сперматогенез.
| Число X-хромосом | Число гаплоидных наборов аутосом | Отношение числа X-хромосом к числу гаплоидных наборов аутосом | Пол (фенотип) |
| ---------------- | -------------------------------- | ------------------------------------------------------------- | ------------- |
| 3                | 2                                | 1,5                                                           | Суперсамка    |
| 4                | 4                                | 1                                                             | Самка         |
| 3                | 3                                | 1                                                             | Самка         |
| 2                | 2                                | 1                                                             | Самка (норма) |
| 2                | 3                                | 0,(6)                                                         | Интерсекс     |
| 1                | 2                                | 0,5                                                           | Самец (норма) |
| 1                | 3                                | 0,(3)                                                         | Суперсамец    |

Ключевым геном в определении пола дрозофил является ген sex-lethal (sxl). Именно различие в альтернативном сплайсинге этого гена и порождает различия между двумя полами.
В определении варианта сплайсинга гена sxl участвуют так называемые гены-нумераторы (числителя) (sis-a, sis-b (sisterless-a, sisterless-b), runt (runt)), локализованные в X-хромосоме, и гены-деноминаторы (знаменателя) (dpn (deadpan) , da (daughterless) , emc (extramacrohaeta) и др.), локализованные в аутосомах. И те, и те являются факторами транскрипции, от соотношения которых зависит альтернативный сплайсинг гена sxl. Активаторы (нумераторы) и репрессоры (деноминаторы) способны образовывать комплексы. В зависимости от отношения количества этих генов, активаторы либо преодолеют действие репрессоров, либо репрессоры подавят активность активаторов. В первом случае (при соотношении X:A=1, генотип женский) ген sxl начнет считываться с проксимального (раннего) промотора. Тогда при альтернативном сплайсинге будет образовываться активный белковый продукт sxl, который является фактором сплайсинга и, связываясь с собственной пре-иРНК, закрепляет такой вариант сплайсинга. В другом же случае, если репрессоры подавили активаторов (отношение X:A=0,5 — генотип мужской), транскрипция sxl начнется с дистального (позднего) промотора. При этом образуется неактивный белок, так как не вырезается «мужской экзон» (третий), в котором расположен стоп-кодон UGA, не дающий образоваться полноценной мРНК.
Белковый продукт sxl самки — активный фактор сплайсинга не только для собственной РНК, но и для пре-мРНК гена transformer (tra). У самцов sxl неактивен как фактор сплайсинга, поэтому продукт гена transformer — тоже неактивный белок.
Следующий этап в каскаде — ген Doublesex (dsx). У самок белок tra (совместно с работающим у обоих полов tra-2) модифицирует его сплайсинг, что приводит к образованию белка DsxFem (женский вариант). У самцов такой модификации не происходит, сплайсинг проходит по-другому, и образуется другой белок — DsxM (мужской вариант). Эти белки являются факторами транскрипции, влияющие на активность генов, отвечающих за развитие фенотипического пола.

#### Дозовая компенсация активности X-хромосом
У самцов концентрация белков, закодированных в X-хромосоме, примерно такая же, как и у самок, хотя самих X-хромосом у них вдвое меньше. Значит, у дрозофил существуют механизмы, создающие дозовую компенсацию, причем отличающуюся от человеческой — у женщин одна из X-хромосом отключается, в то время, как у самцов дрозофил интенсивность транскрипции с единственной X-хромосомы повышается в 2 раза. Это видно на цитологических препаратах, где хорошо заметно, что X-хромосома самца примерно на 25 % более рыхлая, чем X-хромосомы самок, в ней в 1,5 раза больше негистоновых белков. Этот эффект вызван активностью определенных белков: msl-1, msl-2, msl-3, mle и гистона H4 с ацетилированным лизином в 16-м положении. Ключевую роль во включении этого механизма играет взаимодействие генов msl-2 и пресловутого sxl. Если белок sxl нормальный (как у самок), он связывает мРНК msl-2 в так называемых UTR-участках, тем самым подавляя её трансляцию. То есть, у самок нет белка msl-2, а у самцов — есть. А при наличии белка msl-2 с ДНК могут связаться и остальные упоминавшиеся белки (msl-1, msl-3, mle и H4Ac16), которые и делают ДНК более рыхлой, что упрощает транскрипцию с X-хромосомы.

## Поведенческая генетика
В 1971 году Рон Конопка (Ron Konopka) и Сеймур Бензер (Seymour Benzer) опубликовали работу, озаглавленную «Clock mutants of Drosophila melanogaster», в которой они описали первые мутации, которые влияли на поведение животного. В природных условиях мушки демонстрируют ритм активности с периодом примерно 24 часа. Учёные нашли мутантов с более быстрым и более медленным ритмом жизни — мушек, которые двигались и отдыхали в произвольные интервалы времени. Исследования на протяжении 30 лет показали, что эти мутации (и другие похожие) затрагивают группу генов и их производные, отвечающие за биохимические или молекулярные часы. Эти «часы» обнаружены во многих мушиных клетках, но те часовые клетки, которые контролируют активность — это несколько десятков нейронов в центральном мозгу мухи.
Группа французских биологов под руководством Этьена Даншена (фр. Étienne Danchin) в 2009 году выявила, что самки Drosophila melanogaster копируют выбор брачного партнера, а в 2018 году обнаружила способность мушек к формированию устойчивых брачных традиций. Сенсационное открытие вызвало скепсис у части научного сообщества, поскольку у мушек нет достаточно развитой нервной системы, какая могла бы обусловить такое поведение. Независимые проверки, в том числе попытка воспроизвести один из экспериментов, не смогли обнаружить эффекты, заявленные группой Даншена, что скорее всего означает методологическую ошибку в экспериментах французских биологов.

## Полёт дрозофилы
Крылья мушки способны колебаться с частотой до 250 раз в секунду. Полёт состоит из прямых поступательных перемещений, чередующихся со стремительными поворотами, называющимися саккадами (saccades). При таких поворотах мушка способна развернуться на 90 градусов менее чем за 50 миллисекунд (за 0,05 с).
Дрозофилы и, вероятно, многие другие мухи имеют зрительные нервы, ведущие напрямую к мускулам крыльев (тогда как у других насекомых они в первую очередь всегда ведут к мозгу), что резко ускоряет их реакцию.
Долгое время считалось, что характеристики полёта дрозофил определяются вязкостью воздуха, а не инертностью их тела. Последние исследования Майкла Дикинсона (Michael Dickinson) и Розалин Сэяман (Rosalyn Sayaman) показали, что когда мушка выполняет поворот, она сначала ускоряется, потом замедляется на повороте и затем снова ускоряется в конце поворота. Это показывает, что инертность здесь преобладающая сила, как и в случае с большими летающими животными.
Голодная мушка дрозофила способна пролететь 15 км без посадки в поисках пищи, что для человека соответствует безостановочному бегу на расстояние примерно четверти длины экватора Земли.

## Дрозофила как объект разведения
Плодовые мушки благодаря темпам своего размножения давно стали популярным кормовым объектом в 
террариумистике. Массовое разведение дрозофилы в качестве корма особенно важно для любителей мелких амфибий и рептилий, в особенности представителей семейства древолазов (Dendrobatidae). Чаще всего выращиваются различные бескрылые формы мушек, которых значительно легче поймать террариумным животным. Любителями разработано множество рецептов питательных сред для массового культивирования дрозофил. Иногда Drosophila melanogaster выращивается в качестве дополнительного живого корма для аквариумных рыб.

## Систематика
Насекомое относится к подроду Sophophora рода Drosophila. Этот род оказался парафилетическим, что создало возможность его раздела и выделения Sophophora в самостоятельный род. В таком случае название вида изменилось бы, что привело бы к неудобствам вследствие огромного количества посвящённых ему работ. Было высказано предложение в порядке исключения из правил сделать D. melanogaster типовым видом рода, чтобы она сохранила название при его возможном разделе. Однако Международная комиссия по зоологической номенклатуре в 2010 году отклонила это предложение.